# Нарынский троллейбус
Нарынский троллейбус (кирг. Нарын троллейбусу) — троллейбусная система в городе Нарын (Кыргызстан). Действовала с 1994 по 2024 годы.

## История
В 1992 году Нарын представлял собой небольшой труднодоступный город с населением 40 тысяч человек и единственной проезжей улицей. Несмотря на это власти Кыргызстана приняли решение о строительстве троллейбусной системы. Единственная линия была смонтирована по улице Ленина от улицы Мукаша Исакова до автовокзала. В конце линии был построен троллейбусный парк (открытая площадка для отстоя троллейбусов). Троллейбусная линия запустилась 30 декабря 1994 года.
В мае 2008 года троллейбусное движение было приостановлено. Но пока троллейбусы не ходили, был смонтирован второй пусковой участок от улицы Мукаша Исакова до местного РУВД (остановка «Раймилиция»), открывшийся при возобновлении троллейбусного движения в сентябре 2008 года.
Движение осуществлялось преимущественно в целях доставки школьников в школы, и прекращается каждый год на летний период.[уточнить]
В конце мае 2024 года троллейбусное движение было приостановлено на неопределенный срок в связи с ремонтом улицы Ленина и неисправностью тяговой подстанции.
4 марта 2025 года в мэрии Нарына приняли решение о полном отказе от троллейбусной системы в городе и заменой их на электробусы. Среди причин такого решения называлось плохое состояние сети и самих троллейбусов, что делало невыгодным их ремонт.

## Маршрут
Единственный троллейбусный маршрут пролегал от остановки «Улица Ленина» до остановки «Раймилиция» по единственной пригодной для проезда улице — улице Ленина.

## Подвижной состав
Подвижной состав с момента открытия троллейбусного движения в Нарыне пополнялся преимущественно старыми троллейбусами из Бишкека, которые по мере списания передавались в Нарын.
Таким образом в декабре 1994 года Нарын получил шесть троллейбусов ЗиУ-682В из Бишкека, которые перед отправкой прошли углубленный капитальный ремонт.
В 2003 году Нарын получил четыре троллейбуса из Бишкека, из которых два ЗиУ-682В 1985 года постройки и два троллейбуса ЗиУ-682В [В00] 1986 года постройки.
В августе 2008 года Нарын получил один троллейбус ЗиУ-682В10 1985 года постройки из Бишкека.
В 2009 году Нарын получил два троллейбуса ЗиУ-682Г [Г00] 1993 года постройки из Бишкека.
17 сентября 2013 года город получил троллейбус ЗиУ-682Г-018 [Г0Р] 2001 года постройки с бортовым номером 1508 из Бишкека. Троллейбус вышел на маршрут 20 сентября 2013 года.
7 ноября 2013 года город получил один троллейбус ЗиУ-682Г [Г00] 1993 года постройки в бортовым номером 1116 из Бишкека. Троллейбус вышел на маршрут в ноябре 2013 года.
В связи с изношенностью подвижного состава троллейбусного управления, в сентябре 2017 года город получил два троллейбуса ЗиУ-682Г-018 [Г0Р] 2001 года постройки с бортовыми номерами 1517 и 1524 из Бишкека, что позволило полностью заменить старые троллейбусы ЗиУ-682Г [Г00] 1993 года постройки. Оба троллейбуса вышли на маршрут в ноябре 2017 года.
11 января 2023 года троллейбусное управление Нарына выкупило на аукционе четыре троллейбуса ЗиУ-682Г-018 [Г0Р] 2003 года постройки с бортовыми номерами 1527, 1531, 1532, 1533, которые ранее эксплуатировались в Бишкеке. Троллейбусы прошли обкатку в январе 2023 года и вышли на маршрут 23 января 2023 года.
В связи с начатой ликвидацией троллейбусного движения в Бишкеке, 12 сентября 2024 года город получил от Мэрии Бишкека шесть троллейбусов, из которых три троллейбуса ЗиУ-682Г-016.05 2013 года постройки с бортовыми номерами 1813, 1817, 1819 и три троллейбуса ВМЗ-5298.01 «Авангард» 2014 года постройки с бортовыми номерами 1721, 1724, 1732. Однако в связи с принятым решением не возобновлять работу троллейбуса в Нарыне полученные троллейбусы также были списаны.
| Модель                 | Состояние              | № троллейбуса |
| ---------------------- | ---------------------- | ------------- |
| ЗиУ-682В               | Списаны                | 001           |
| ЗиУ-682В               | Списаны                | 002           |
| ЗиУ-682В               | Списаны                | 02            |
| ЗиУ-682В               | Списаны                | 003           |
| ЗиУ-682В               | Списаны                | 004           |
| ЗиУ-682В               | Списаны                | 005           |
| ЗиУ-682В               | Списаны                | 006           |
| ЗиУ-682В [В00]         | Списаны                | 007           |
| ЗиУ-682В [В00]         | Списаны                | 008           |
| ЗиУ-682Г [Г00]         | Списаны                | 009           |
| ЗиУ-682Г [Г00]         | Списаны                | 010           |
| ЗиУ-682Г [Г00]         | Списаны                | 011           |
| ЗиУ-682Г [Г00]         | Списаны                | 1116          |
| ЗиУ-682В               | Перенумерован (в 008)  | 1401          |
| ЗиУ-682В10             | Перенумерован (в 009)  | 1485          |
| ЗиУ-682Г-018 [Г0Р]     | Эксплуатируется        | 1508          |
| ЗиУ-682Г-018 [Г0Р]     | Не эксплуатируется     | 1517          |
| ЗиУ-682Г-018 [Г0Р]     | Эксплуатируется        | 1524          |
| ЗиУ-682Г-018 [Г0Р]     | Не эксплуатируется     | 1527          |
| ЗиУ-682Г-018 [Г0Р]     | Не эксплуатируется     | 1531          |
| ЗиУ-682Г-018 [Г0Р]     | Эксплуатируется        | 1532          |
| ЗиУ-682Г-018 [Г0Р]     | Эксплуатируется        | 1533          |
| ЗиУ-682Г-016.05        | Не были в эксплуатации | 1813          |
| ЗиУ-682Г-016.05        | Не были в эксплуатации | 1817          |
| ЗиУ-682Г-016.05        | Не были в эксплуатации | 1819          |
| ВМЗ-5298.01 «Авангард» | Не были в эксплуатации | 1721          |
| ВМЗ-5298.01 «Авангард» | Не были в эксплуатации | 1724          |
| ВМЗ-5298.01 «Авангард» | Не были в эксплуатации | 1732          |
| ЗиУ-662В-012 [В0А]     | Списан                 | 2062          |
| ЗиУ-682В [В00]         | Перенумерован (в 007)  | 2464          |